# Punalur
Punalur (malabar: പുനലൂർ) es una ciudad del estado indio de Kerala perteneciente al distrito de Kollam.
En 2011, el municipio que formaba la ciudad tenía una población de 61 632 habitantes, siendo sede de un taluk que abarca quince gram panchayat.
Fue una de las localidades principales del reino de Venad hasta 1734, cuando Marthanda Varma la anexionó a Travancore. Su desarrollo urbano comenzó en 1880, cuando los británicos trasladaron administraciones aquí desde Pathanapuram para evitar ataques. El principal monumento de la localidad es un puente construido en 1887, considerado el puente para vehículos a motor más antiguo del estado; desde 1972 está en desuso por haberse construido un puente de mejor calidad.
Se ubica unos 30 km al noreste de la capital distrital Kollam, sobre la carretera 744 que lleva a Madurai, a orillas del río Kallada.

## Clima
| Parámetros climáticos promedio de Punalur, Kerala | Parámetros climáticos promedio de Punalur, Kerala | Parámetros climáticos promedio de Punalur, Kerala | Parámetros climáticos promedio de Punalur, Kerala | Parámetros climáticos promedio de Punalur, Kerala | Parámetros climáticos promedio de Punalur, Kerala | Parámetros climáticos promedio de Punalur, Kerala | Parámetros climáticos promedio de Punalur, Kerala | Parámetros climáticos promedio de Punalur, Kerala | Parámetros climáticos promedio de Punalur, Kerala | Parámetros climáticos promedio de Punalur, Kerala | Parámetros climáticos promedio de Punalur, Kerala | Parámetros climáticos promedio de Punalur, Kerala | Parámetros climáticos promedio de Punalur, Kerala |
| Mes                                               | Ene.                                              | Feb.                                              | Mar.                                              | Abr.                                              | May.                                              | Jun.                                              | Jul.                                              | Ago.                                              | Sep.                                              | Oct.                                              | Nov.                                              | Dic.                                              | Anual                                             |
| ------------------------------------------------- | ------------------------------------------------- | ------------------------------------------------- | ------------------------------------------------- | ------------------------------------------------- | ------------------------------------------------- | ------------------------------------------------- | ------------------------------------------------- | ------------------------------------------------- | ------------------------------------------------- | ------------------------------------------------- | ------------------------------------------------- | ------------------------------------------------- | ------------------------------------------------- |
| Temp. máx. media (°C)                             | 30.5                                              | 31.5                                              | 32.8                                              | 32.8                                              | 32.7                                              | 30.6                                              | 30.0                                              | 30.3                                              | 30.6                                              | 30.3                                              | 29.7                                              | 29.9                                              | 31                                                |
| Temp. mín. media (°C)                             | 22.4                                              | 23.2                                              | 24.6                                              | 25.5                                              | 25.7                                              | 24.5                                              | 24.0                                              | 24.1                                              | 24.1                                              | 24.0                                              | 23.5                                              | 22.7                                              | 24                                                |
| Precipitación total (mm)                          | 19                                                | 37                                                | 72                                                | 162                                               | 223                                               | 388                                               | 352                                               | 237                                               | 202                                               | 299                                               | 216                                               | 59                                                | 2266                                              |
| Fuente: Climate-Data.org                          |                                                   |                                                   |                                                   |                                                   |                                                   |                                                   |                                                   |                                                   |                                                   |                                                   |                                                   |                                                   |                                                   |